# Montjoi (Aude)
Montjoi (okzitanisch Montjòi) ist eine französische Gemeinde mit 40 Einwohnern (Stand 1. Januar 2022) im Département Aude in der Region Okzitanien. Sie gehört zum Arrondissement Narbonne und zum Kanton  Les Corbières.

## Lage
Das Gemeindegebiet liegt zwar im Regionalen Naturpark Corbières-Fenouillèdes, die Gemeinde ist diesem jedoch nicht beigetreten.
Nachbargemeinden von Montjoi sind Lairière im Norden, Salza im Südosten, Bouisse im Südwesten und Caunette-sur-Lauquet im Nordwesten.

## Bevölkerungsentwicklung
| Jahr      | 1962 | 1968 | 1975 | 1982 | 1990 | 1999 | 2013 |
| Einwohner | 58   | 45   | 34   | 34   | 27   | 28   | 41   |

## Persönlichkeiten
- Olivier de Termes (um 1200–1274), Seigneur de Montjoi